# الشخصية العاجزة
الشَّخصيّة لغةً:
الشَّخصيّة - شَخصيّة: صفات تميز الشخص من غيره. 

الشخصية العاجزة (Inadequate personality) هي نوع من اضطرابات نمط الشخصية وهو الشخص غير القادر على مايريد. أو هو «الشخصية غير الطبيعية» التي يمكن تعريفها بشخصية معينة والتي بسببها لا يتمكن حامل هذه الشخصية من التأقلم والتعامل مع التغيرات التي تطرأ على حياة الفرد، ويسبب عدم المرونة هذه يواجه الشخص صعوبات في الحياة الاجتماعية والمهنية.

## ميزاتها
- تتميز بالسلبية وضعف النشاط الجسمي والعقلي وعدم الاستمرار أو المثابرة على نهج واحد لمدة طويلة.
- ينقص صاحبها الطموح ويشكو من عدم التكيف مع المجتمع، وكثيراً ما يفشل هؤلاء في الدراسة وهم دائمو التنقل من عمل إلى عمل نظراً لعدم استطاعتهم تحمل المسئولية.
- كما أنهم أزواج فاشلون إلا إذا كانت الزوجة من النوع المسيطر فتنقلب الأوضاع ويصبح الزوج من ذوي الوظائف البسيطة الذين لا يطلبون من الحياة إلا الطعام والشراب.

الشخصية العاجزة هي نتيجة صحة الفرد الجسمية والنفسية.

أولا: من الناحية الجسدية: 
تكون هذه الشخصية مصابة بمرض منذ الولادة جعلها عاجزة عن الحركة - الكلام - البصر إلى آخره، أو إذا كان حدث مرض مزمن مثل الأمراض الخبيثة تسبب عجزا في الشخصية.
ثانيا: من الناحية النفسية: 
أما من الناحية النفسية فهي نتيجة الخوف المرضي والاكتئاب والوسواس القهري والصدمة ومنها الكثير.
إمكانية العلاج:
1. بالإرشاد والتوجيه الفردي
2. بالإرشاد والتوجيه الجماعي